# بافاريا
بَوَارِيَة أو بفارية أو بافاريا أو رسميًا ولاية بوارية الحرة (بالألمانية: Bayern وFreistaat Bayern) إحدى الولايات الاتحادية الستة عشرة المكونة لجمهورية ألمانيا الاتحادية.
عاصمتها وكبرى مدنها هي مدينة ميونيخ التي تقع شمال جبال الألب. في بوارية توجد أعلى قمة لجبال الألب الألمانية وتسمى قمة تسوغشبيتسه التي يبلغ ارتفاعها 2950 متر فوق سطح البحر. بمساحتها المقدرة بـ 70.553 كم تعد أكبر الولايات مساحة، وهي ثانية الولايات بعدد السكان بعد ولاية شمال الراين – وستفاليا، حيث يبلغ عدد سكانها 12.400.000 نسمة. تعتبر بوارية أغنى الولايات الألمانية ويساهم اقتصادها بجزء كبير من الاقتصاد الألماني الكلي.
حكمت عائلة فتلسباخ (Wittelsbach) بوارية بين عامي 1180 - 1918. أصبحت بوارية مملكة في عام 1806. وفي عام 1815 أصبحت بلاتينات جزءًا من هذه المملكة. حكم لدفيك الثاني بوارية بين عامي 1864 - 1886.

## التاريخ

### العصور القديمة
على الرغم من استيطان البشر في بوارية منذ العصر الحجري القديم، إلا أن القبائل القلطية في العصر البرونزي، مثل قبائل البوي، كانت أولى القبائل التي وُثّق أنها سكنت جبال الألب البوارية. اكتشف علماء الآثار في يونيو من عام 2023، سيفًا برونزيًا يعود تاريخه إلى القرن الرابع عشر قبل الميلاد، في قرية قلطية سابقة؛ وقد كان في حالة جيدة لدرجة أنه «يكاد يحتفظ بلمعانه». جرى تصوّر هذه الشعوب على أنها أقدم ثقافة في بوارية خلال العصر الحديث المبكر، على الرغم من أن اللغات الهندية الأوروبية كانت جديدة نسبيًا في تلك المنطقة. ثمة أدلة على وجود حضارة شتغاوبينغ القديمة وحضارة أونيتيتسكا وحضارة لاتين فيما يُعرف اليوم باسم بوارية.
يتعرّف علماء الآثار على مستوطنة كبيرة تعود إلى العصر الحديدي القلطي تأسست في فيلدموشينغ-هازينبرغل، في شمال ضاحية ميونيخ. تشير الأدلة إلى أن ما يصل إلى 500 شخص قد عاشوا في القرية منذ عام 450 قبل الميلاد. يبدو أن الحياة المحلية تركزت حول ما يمكن أن يكون قاعة بلدية أو معبد، واستمرت في أشكال مختلفة حتى عام 1000 بعد الميلاد. ويبدو أن مجتمعًا غير محصن وشبه حضري ازدهر منذ القرن الثالث قبل الميلاد حتى أوائل القرن الأول الميلادي في مانشينغ، بوارية العليا. تميزت المستوطنة بأفران الطعام وأفران الفخار وأفران المعادن. ومع حلول عام 200 قبل الميلاد، كان المجتمع نشطًا في التجارة وتشير اكتشافات العملات المعدنية إلى جانب شجرة ذهبية تشبه الأيقونات، إلى أن بوارية تبادلت التجارة مع مجتمعات إيطالية يونانية بعيدة.
غزت الإمبراطورية الرومانية بوارية في القرن الأول قبل الميلاد. وبُني معسكر إمبراطوري على بعد 60 كم شمال غرب ميونيخ اليوم، بأمرٍ من أغسطس قيصر، بين القرنين 8 و5 قبل الميلاد. أصبح المعسكر فيما بعد بلدة آوغسبورغ فينديليكوروم التي ستصبح عاصمة مقاطعة رائيتيا الرومانية، وتأسس حصن آخر في عام 60 بعد الميلاد غرب مانشينغ الحديثة، ويتضح ذلك من خلال اكتشاف صندل لأحد المحاربين القدامى وُجد بالقرب من بقايا حصن قديم. مع حلول أواخر القرن الثاني الميلادي، دافعت القبائل الجرمانية، بما في ذلك شعب الماركوماني، عن القوات الرومانية لماركوس أوريليوس ولاحقًا كومودوس في الحروب الماركومانية. ومع حلول عام 180 بعد الميلاد، قرر كومودوس التخلي عن المواقع التي ضمها في بوارية، تاركًا سيطرتها للقبائل القلطية والجرمانية.

### العصور الوسطى
ساعد بعض عناصر شعب الماركوماني المنتصر في تشكيل اتحاد البايوفاريون الذي ضم بوهيميا وبوارية نحو عام 500 بعد الميلاد. وفي ثلاثينيات القرن السادس، ضمت سلالة الميروفنجيين مملكة تورينغن بعد هزيمتهم على يد الفرنجة. وتحول البايوفاريون إلى فرنجة بعد قرن من الزمن. يوثق قانون ثورنغيون وجود طبقة نبلاء من الأدالينغي. حكمت أسرة آجيلولفينغ دوقية بوارية منذ نحو عام 554 وحتى عام 788، وانتهى حكمها بتاسيلو الثالث الذي عزله شارلمان.
حاول تاسيلو الأول ملك بوارية دون جدوى الحفاظ على الحدود الشرقية ضد توسع الشعوب السلافية والآفار البانونيين نحو عام 600. ويبدو أن غاريبالد الثاني حقق توازنًا في القوة بين عامي 610 و616.
عند وفاة هوغبرت في عام 735، انتقلت الدوقية إلى أوديلو البواري من ألامانيا المجاورة. أصدر أوديلو قانونًا باسم بوارية، وأكمل عملية تنظيم الكنيسة بالشراكة مع القديس بونيفاس في عام 739، وحاول التدخل في نزاعات الخلافة الفرنجية بالقتال من أجل مطالبات السلالة الكارولينجية. هُزم بالقرب من أوغسبورغ عام 743 لكنه استمر في الحكم حتى وفاته في عام 748.
أتم القديس بونيفاس تحوّل الشعب إلى المسيحية في أوائل القرن الثامن. ونجح تاسيلو الثالث ملك بوارية في حكمه. وقد حكم في البداية تحت إشراف الفرنجة لكنه بدأ يعمل بشكل مستقل منذ عام 763 فصاعدًا. وقد اشتهر بشكل خاص بتأسيس الأديرة الجديدة والتوسع شرقًا وقمع السلاف في جبال الألب الشرقية وعلى طول نهر الدانوب واستعمار هذه الأراضي. ومع ذلك، وبعد عام 781، بدأ شارلمان في ممارسة الضغط وعزل تاسيلو الثالث في عام 788. وحاول المنشقون القيام بانقلاب ضد شارلمان في ريغنسبورغ في عام 792، بقيادة بيبين الأحدب.
فقدت بوارية أراضٍ واسعة في الجنوب والجنوب الشرقي مع ثورة هنري الثاني دوق بوارية في عام 976.
كان أحد أهم دوقات بوارية، هو هاينريش الأسد من أسرة فلف، مؤسس ميونيخ والرجل الثاني في الإمبراطورية بوصفه حاكمًا لدوقيتين. عندما عُزل هاينريش الأسد من منصب دوق ساكسونيا وبوارية في عام 1180 على يد ابن عمه فريدريك الأول، الإمبراطور الروماني المقدس (المعروف أيضًا باسم «بارباروسا» بسبب لحيته الحمراء)، مُنحت بوارية كإقطاعة لعائلة فيتلسباخ، كونتات بالاتينات شيرن الذين حكموا لمدة 738 عامًا، منذ عام 1180 وحتى عام 1918. لكن وفي عام 1180، انفصلت شتايرماك أيضًا عن بوارية. واستحوذ آل فيتلسباخ على بالاتينات الانتخابية على نهر الراين في عام 1214 واحتفظوا بها لاحقًا لمدة ستة قرون.
حدث أول تقسيم من تقسيمات عدة لدوقية بوارية في عام 1255. ومع انقراض آل هوهنشتاوفن في عام 1268، استولى دوقات فيتلسباخ على الأراضي السوابية. واستولى الإمبراطور لويس البواري على كونتية براندنبورغ وتيرول وهولندا وهينو لصالح أسرته، لكنه أطلق منطقة بالاتينات العليا لفرع بالاتينات من آل فيتلسباخ في عام 1329. وفي ذلك الوقت أيضًا استقلت زالتسبورغ أخيرًا عن دوقية بوارية.
قُسمت بوارية العليا والسفلى على نحوٍ متكرر في القرنين الرابع عشر والخامس عشر. وظهرت أربع دوقيات بعد التقسيم الذي جرى في عام 1392: بوارية-شتغاوبنغ، وبوارية-لاندشوت، وبوارية-إنغولشتات، وبوارية-ميونيخ. وُحّدت الأجزاء الأخرى من بوارية في عام 1506 خلال حرب الخلافة في لاندشوت، وأصبحت ميونيخ العاصمة الوحيدة. وباتت البلاد مركزًا للإصلاح المضاد المستوحى من اليسوعيين.

## الجغرافيا

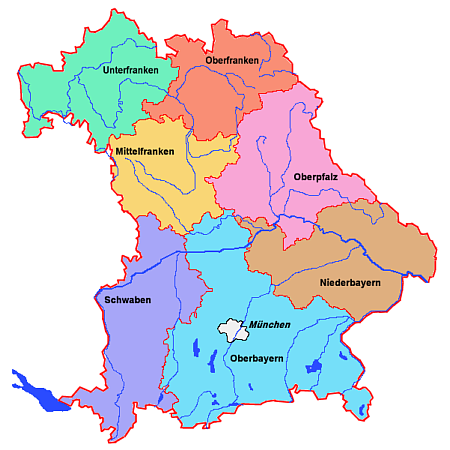
المناطق الإدارية في ولاية بوارية

الولاية تحتل الجزء الجنوبي الشرقي من ألمانيا. يحد بوارية من الشرق جمهورية التشيك، من الجنوب النمسا حيث تشكل جبال الألب الحدود الطبيعية معها، ومن الغرب ولاية بادن-فورتمبورغ، من الشمال الغربي هسن، من الشمال تورنغن وأخيراً من الشمال الشرقي ساكسونيا.
أهم الأنهر التي تمر بالولاية: الدانوب (Donau) وإين (Inn) والماين (Main)، حيث يصب نهري الانوب وإين في مدينة باساو Passau.

## التقسيم الإداري
تقسم الولاية إداريا إلى سبعة مناطق إدارية تسمى بالألمانية Regierungsbezirke (مفردها Regierungsbezirk).
كما تنقسم هذه المناطق بدورها إلى 71 مقاطعة ريفية (Landkreise) و25 مقاطعة مدنية (kreisfreie Städte).
و فيما يلي معلومات عامة عن مناطق بوارية المختلفة:
| المنطقة الإدارية                 | السكان (2005) | السكان (2005) | المساحة (km²) | المساحة (km²) | عدد البلديات | عدد البلديات |
| -------------------------------- | ------------- | ------------- | ------------- | ------------- | ------------ | ------------ |
| بوارية السفلى (Niederbayern)     | 1,196,923     | 9.6%          | 10,330        | 14.6%         | 258          | 12.5%        |
| فرانكونيا السفلى (Unterfranken)  | 1,341,481     | 10.8%         | 8,531         | 12.1%         | 308          | 15.0%        |
| فرانكونيا العليا (Oberfranken)   | 1,101,390     | 8.8%          | 7,231         | 10.2%         | 214          | 10.4%        |
| فرانكونيا الوسطى (Mittelfranken) | 1,712,275     | 13.7%         | 7,245         | 10.3%         | 210          | 10.2%        |
| بالاتينات العليا (Oberpfalz)     | 1,089,543     | 8.7%          | 9,691         | 13.7%         | 226          | 11.0%        |
| صوابة (Schwaben)                 | 1,788,919     | 14.3%         | 9,992         | 14.2%         | 340          | 16.5%        |
| بوارية العليا (Oberbayern)       | 4,238,195     | 33.8%         | 17,530        | 24.8%         | 500          | 24.3%        |
| المجموع                          | 12,468,726    | 100.0%        | 70,549        | 100.0%        | 2,056        | 100.0%       |

## المقاطعات/المدن على مستوى الولاية

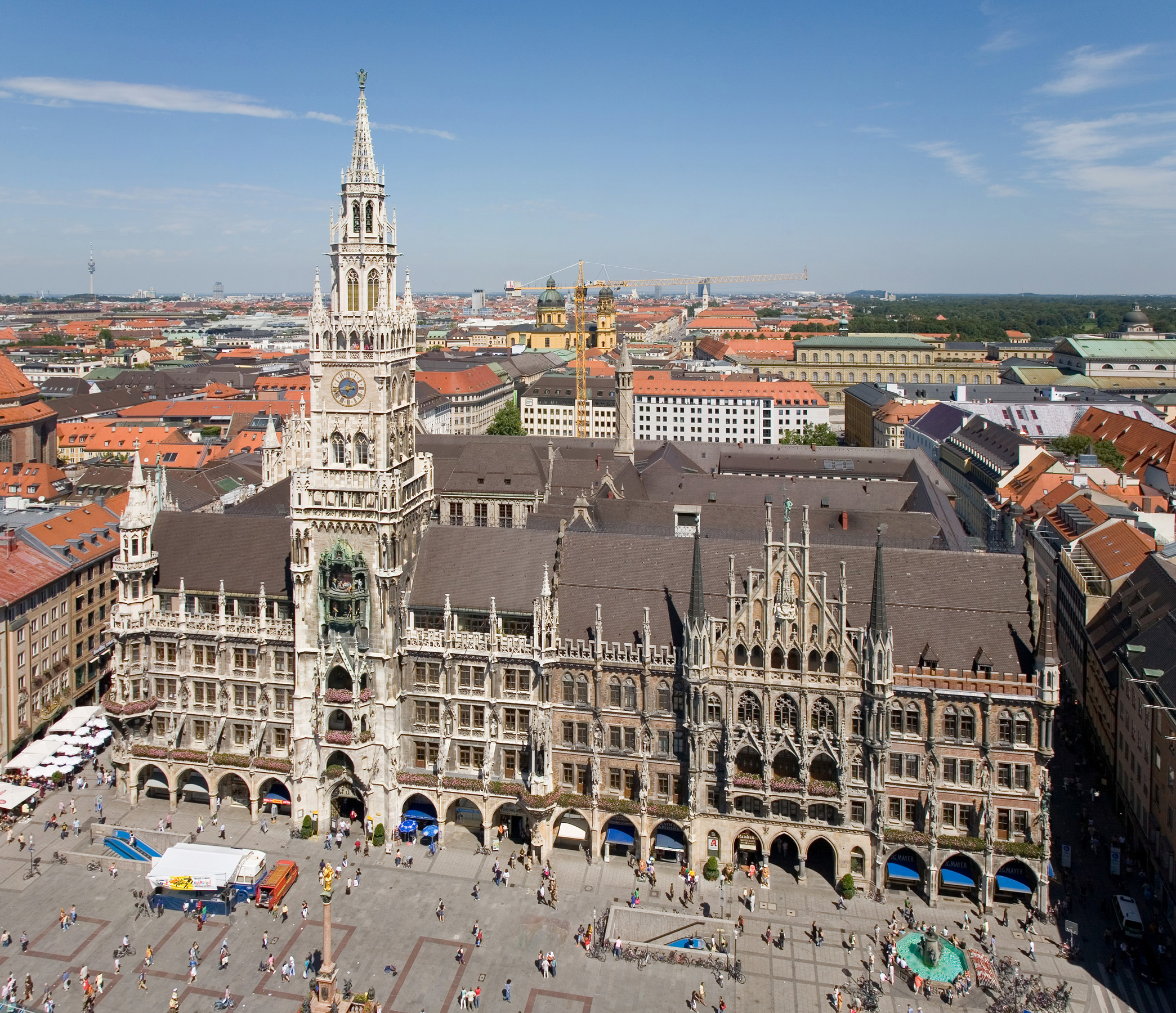
ميونخ

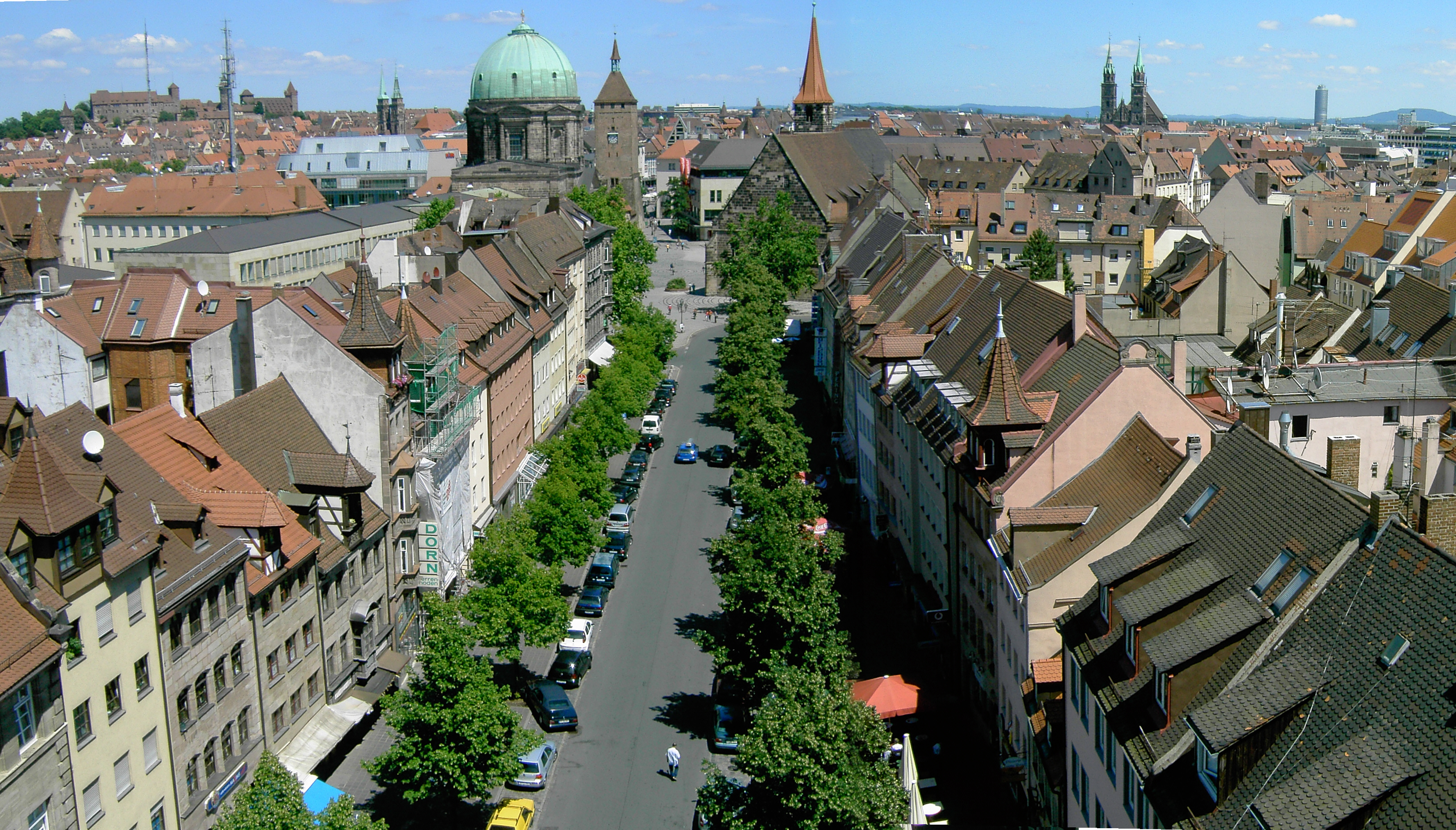
نورنبرغ

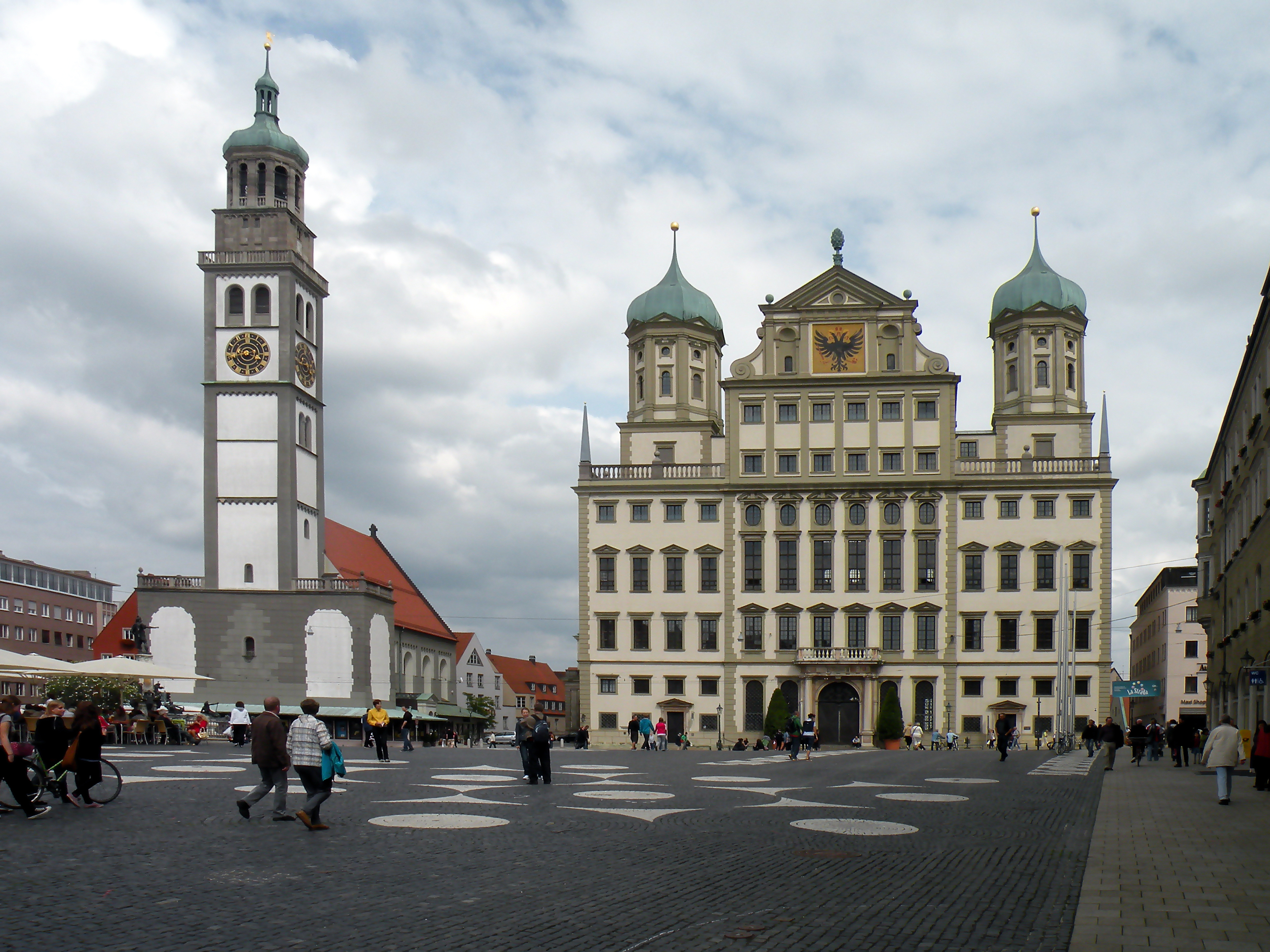
آوغسبورغ

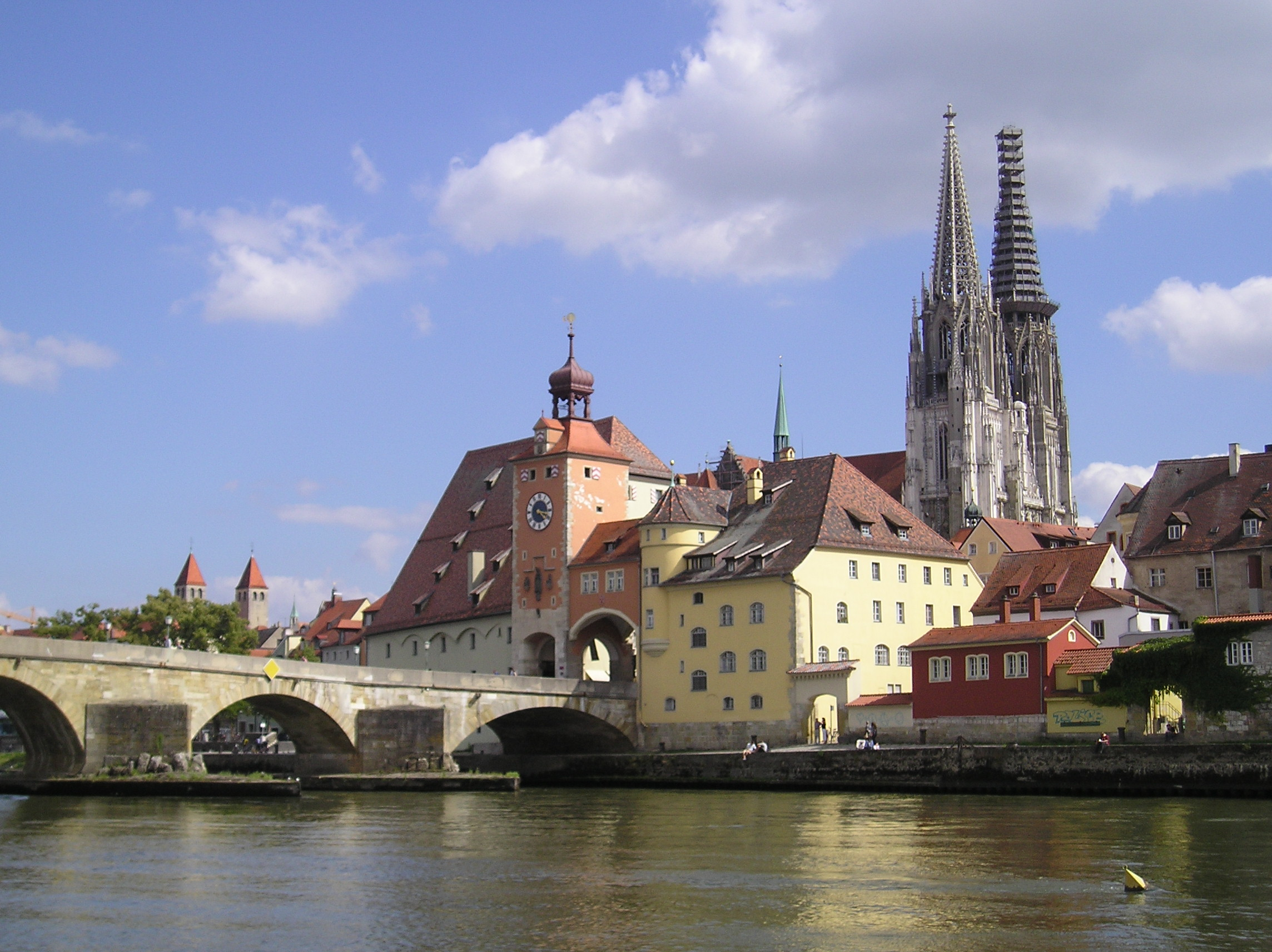
ريغنسبورغ

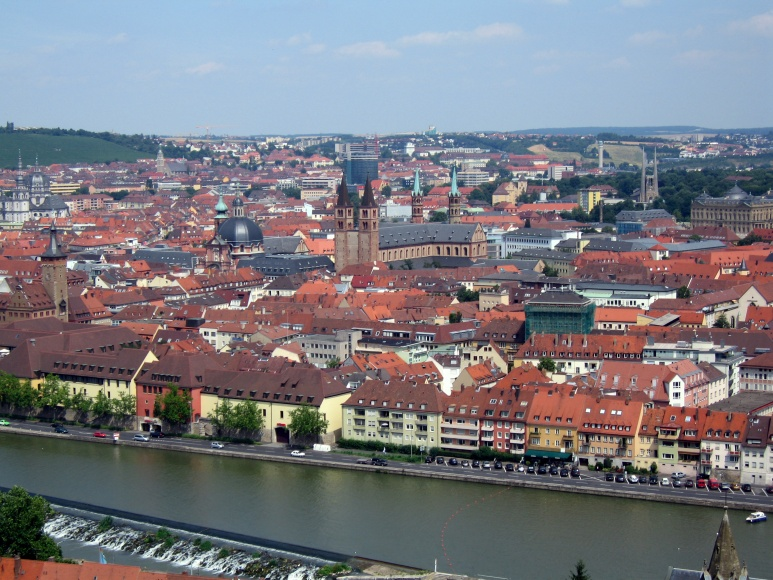
فورتسبورغ

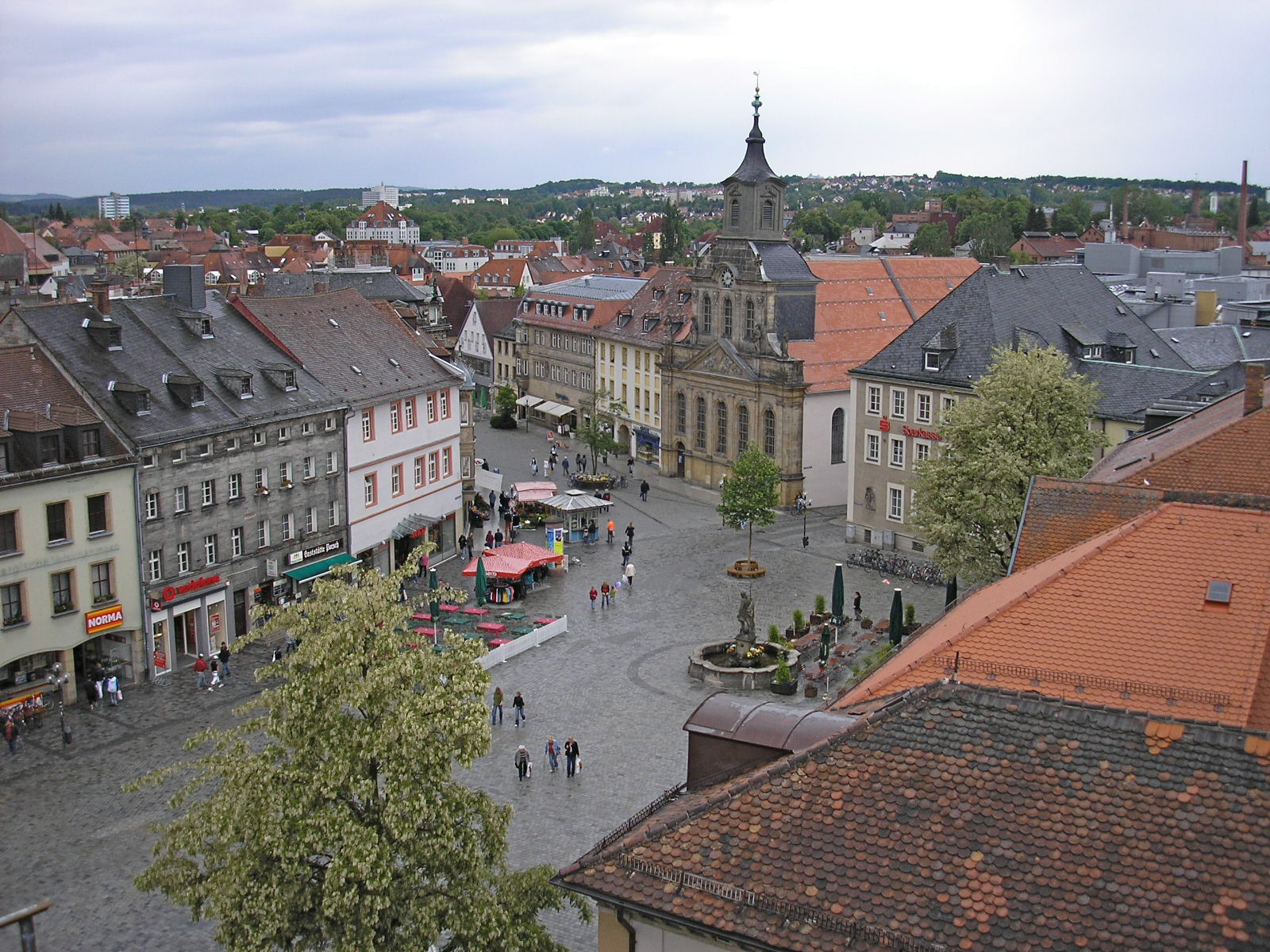
بايرويت

## أهم المدن
|    | المدينة               | الاسم بالألمانية        | المنطقة الإدارية                 | السكان    |
| -- | --------------------- | ----------------------- | -------------------------------- | --------- |
| 1  | ميونخ                 | München                 | بوارية العليا (Oberbayern)       | 1.331.445 |
| 2  | نورنبيرغ              | Nürnberg                | فرانكونيا الوسطى (Mittelfranken) | 502.324   |
| 3  | أوغسبورغ              | Augsburg                | صوابة (Schwaben)                 | 263.477   |
| 4  | فورتسبورغ             | Würzburg                | فرانكونيا السفلى (Unterfranken)  | 131.320   |
| 5  | ريغنسبورغ             | Regensburg              | بالاتينات العليا (Oberpfalz)     | 130.080   |
| 6  | إنغولشتات             | Ingolstadt              | بوارية العليا (Oberbayern)       | 122.448   |
| 7  | فورث                  | Fürth                   | فرانكونيا الوسطى (Mittelfranken) | 114.128   |
| 8  | إرلنغن                | Erlangen                | فرانكونيا الوسطى (Mittelfranken) | 103.869   |
| 9  | بايرويت               | Bayreuth                | فرانكونيا العليا (Oberfranken)   | 73.997    |
| 10 | بامبرغ                | Bamberg                 | فرانكونيا العليا (Oberfranken)   | 70.063    |
| 11 | أشافنبورغ             | Aschaffenburg           | فرانكونيا السفلى (Unterfranken)  | 69.863    |
| 12 | لاندسهوت              | Landshut                | فرانكونيا السفلى (Niederbayern)  | 62.015    |
| 13 | كمبتن                 | Kempten                 | صوابة (Schwaben)                 | 61.480    |
| 14 | روزنهايم              | Rosenheim               | بوارية العليا (Oberbayern)       | 60.295    |
| 15 | شفاينفورت             | Schweinfurt             | فرانكونيا السفلى (Unterfranken)  | 53.646    |
| 16 | ألم الجديدة           | Neu-Ulm                 | صوابة (Schwaben)                 | 51.428    |
| 17 | باساو                 | Passau                  | فرانكونيا السفلى (Niederbayern)  | 50.644    |
| 18 | هوف                   | Hof                     | فرانكونيا العليا (Oberfranken)   | 48.124    |
| 19 | اشتراوبينغ            | Straubing               | فرانكونيا السفلى (Niederbayern)  | 44.633    |
| 20 | آمبرغ                 | Amberg                  | بالاتينات العليا (Oberpfalz)     | 44.456    |
| 21 | فرايزنغ               | Freising                | بوارية العليا (Oberbayern)       | 44.291    |
| 22 | كاوفبويرن             | Kaufbeuren              | صوابة (Schwaben)                 | 43.750    |
| 23 | فايدن إن در أوبربفاتس | Weiden in der Oberpfalz | بالاتينات العليا (Oberpfalz)     | 42.444    |
| 24 | كوبورغ                | Coburg                  | فرانكونيا العليا (Oberfranken)   | 42.257    |

## السياسة
يوجد بولاية بوارية برلمان (Landstag) ذو مجلس تشريعي واحد يختار عن طريق الانتخاب، وحتى عام 1999 كان يوجد مجلس شيوخ (Senat) يتم اختيارهم من قبل مجموعة من الاقتصاديين والشخصيات الاجتماعية في الولاية، ولكن وبعد إجراء استفتاء في عام 1998 تم إلغاءه، رئيس الحكومة Ministerpräsident هو هورست زييهوفر من الحزب الاجتماعي المسيحي بولاية بوارية (CSU) اليميني.
في بوارية وبشكل تقليدي ومنذ نهاية الحرب يهيمن الحزب الاجتماعي المسيحي بولاية بوارية (CSU) اليميني، وبوارية هي الولاية الوحيدة التي لا ينشط الحزب الديموقراطي المسيحي (CDU) تاركا إيها خالصة لشقيقه الحزب المسيحي الاجتماعي ببوارية.
و يتضح هذا من نتائج الانتخابات 28 سبتمبر 2008 حيث فاز بأغلبية النصف تقريبا وتحصل هورست زييهوفر من الحزب الاجتماعي المسيحي على رئاسة الولاية دون القيام بأي تحالف:
| الحزب                                       | نسبة التصويت | عدد المقاعد |
| ------------------------------------------- | ------------ | ----------- |
| الحزب الاجتماعي المسيحي بولاية بوارية (CSU) | 43.4 %       | 92          |
| الحزب الديمقراطي الاشتراكي الألماني (SPD)   | 18.6 %       | 26          |
| المصوتون البايريون الأحرار (FW)             | 10.2 %       | 20          |
| تحالف '90/ الخضر                            | 9.4 %        | 19          |
| الحزب الديمقراطي الحر (FDP)                 | 8.0 %        | 16          |
| الآخرون                                     | 0.5 %        | 1           |

## الاقتصاد والبنية التحتية

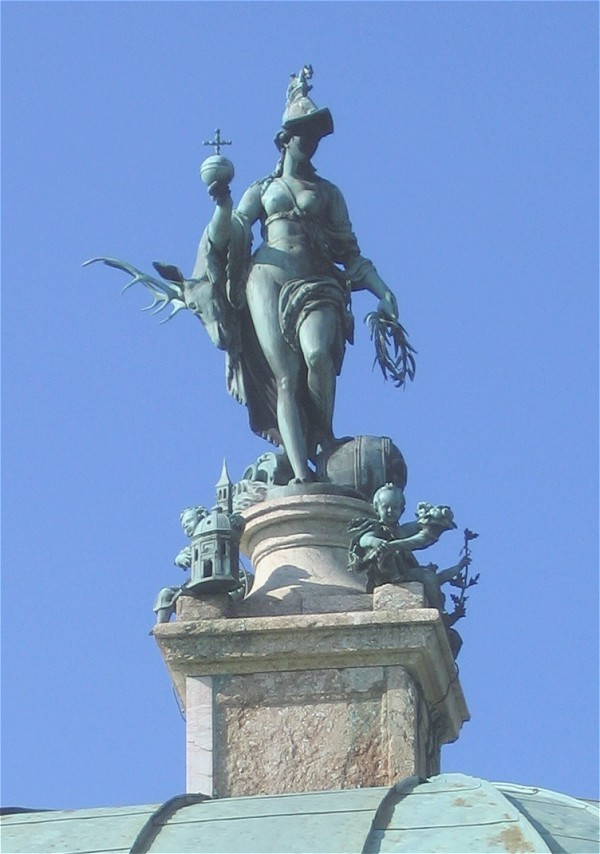
بوارية على صوان ديانا في حديقة قصر ميونيخ. Hofgarten

بوارية تعد شبه متكاملة اقتصادياً، فاقتصاد بايرين هو الثاني من حيث الحجم في ألمانيا ومن ضمن العشرة الأوائل في أوروبا، ويبلغ الناتج القومي الإجمالي بها أكثر من 520,93 مليار يورو، وتعد ميونخ المركز الرئيسي.
من أهم القطاعات الاقتصادية التي تعتمد عليها الولاية قطاع الخدمات (المصارف، تأمين، السياحة، الترفيه) وقطاع الصناعة (السيارات، الدرجات النارية، الأجهزة الكهربائية، الالكترونيات، الكيماويات) وقطاع الزراعة وهو الأهم على مستوى الجمهورية الإتحادية.
شركة السيارات بي ام دبليو وأودي، وكذلك شركة غرونديك للكهربائيات وشركة سيمنس للإلكترونيات ومجموعة التأمين أليانس كلها تتخذ من بوارية مقرا رئيسياً لها.
تنوع الطبيعة وكثرة المعالم السياحية والطقس المعتدل (مقارنة مع باقي ولايات ألمانيا) يُدخل على خزائن الدولة الملايين سنوياً. جنوب بايرين هو أحد أهم المناطق السياحية بألمانيا.
مطار ميونخ الدولي هو ثالث مطار ألماني من حيث الإشغال. الولاية تتمتع بأطول شبكة طرق سريعة وقطارات على مستوى ألمانيا.

## التعليم والثقافة
جامعة لودفش-مكسيميليان (أسست عام 1472) والجامعة التقنية (أسست عام 1868) هما أهم الجامعات ببوارية.
مهرجان أكتوبر الذي يُقام سنوياً في أخر اسبوعين من شهر سبتمبر/أيلول منذ عام 1811 هو أكبر مهرجان شعبي بالعالم.
كل سنة تقام في مدينة بايرويث المهرجان المسرحي، الأكبر من نوعه على مستوى ألمانيا، حيث تعرض العديد من المسرحيات.
يوجد بالولاية 1150 متحف، 22 مسرح و 35 دار أوبرا ومسرح غنائي.
الدين
تعد المسيحية أكبر ديانة في ولاية حيث يعتنقها 76% من سكان تنقسم إلى 55% كاثوليكية وبروتستانتية 21 % ولادينية 18% والاسلام 4% وديانات أخرى 2%.

## معرض صور للأبنية التاريخية

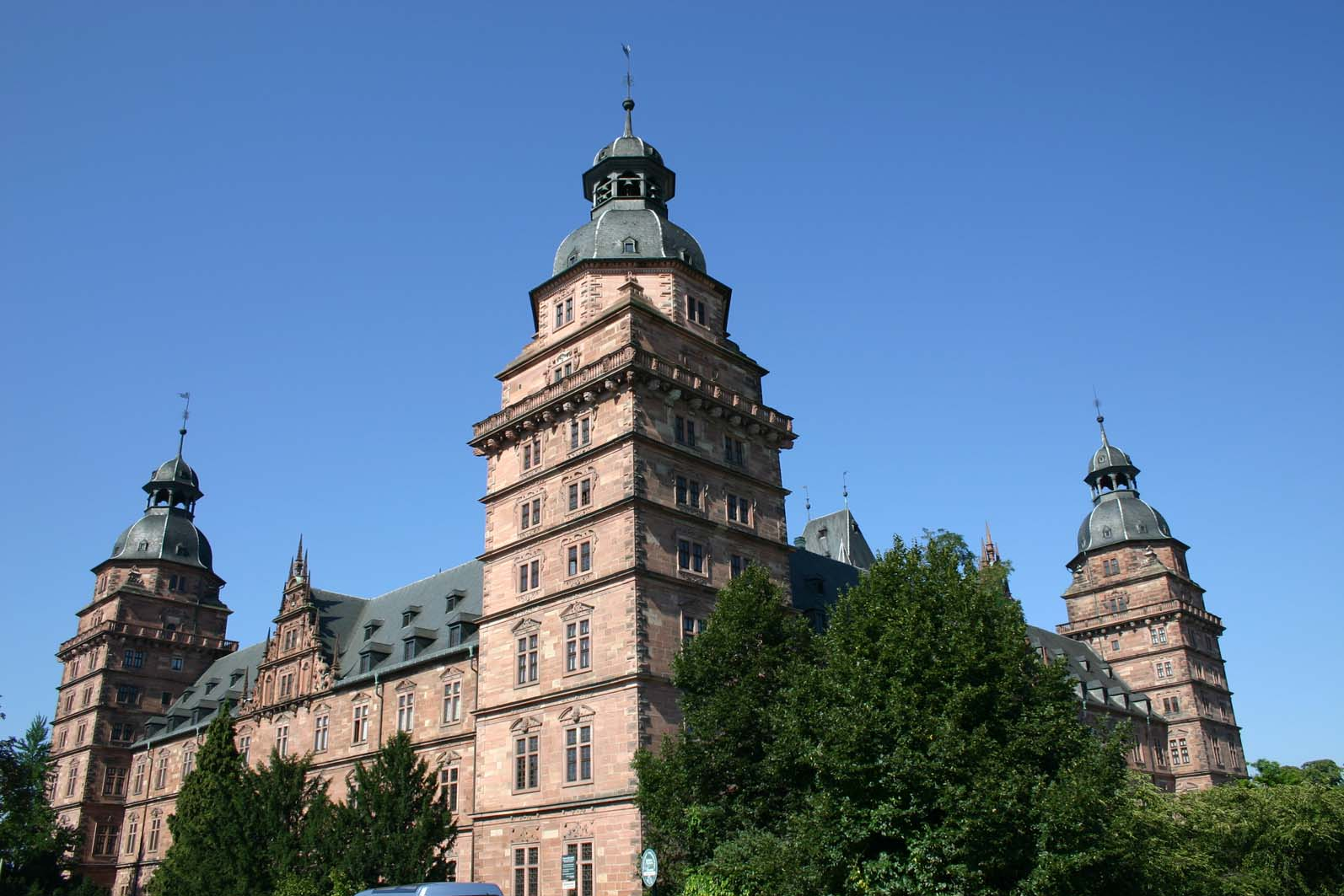
قلعة يوهانسبورغ في أشافنبورغ
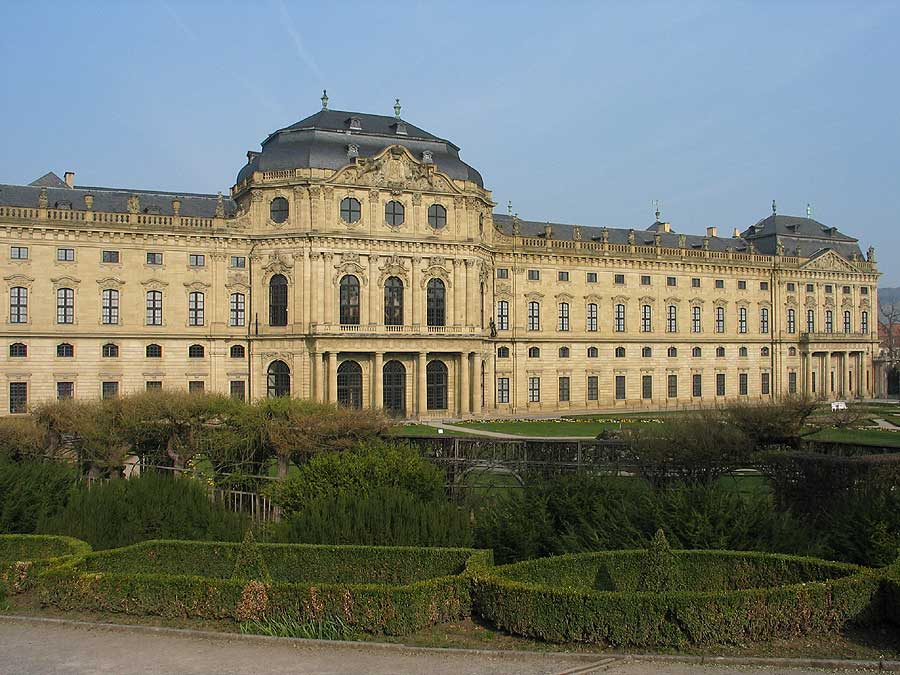
إقامة فورتسبورغ
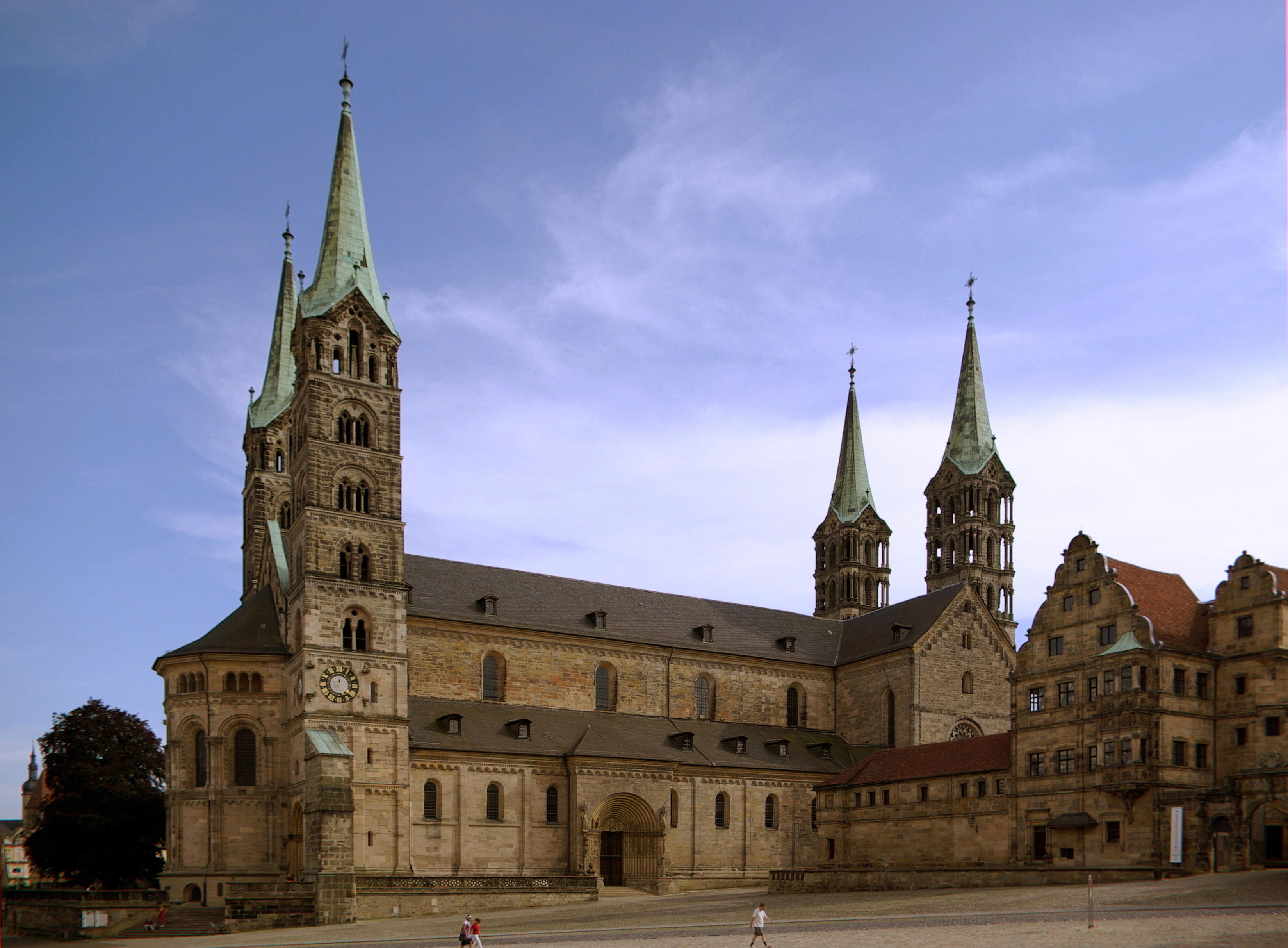
كاتدرائية بامبرغ
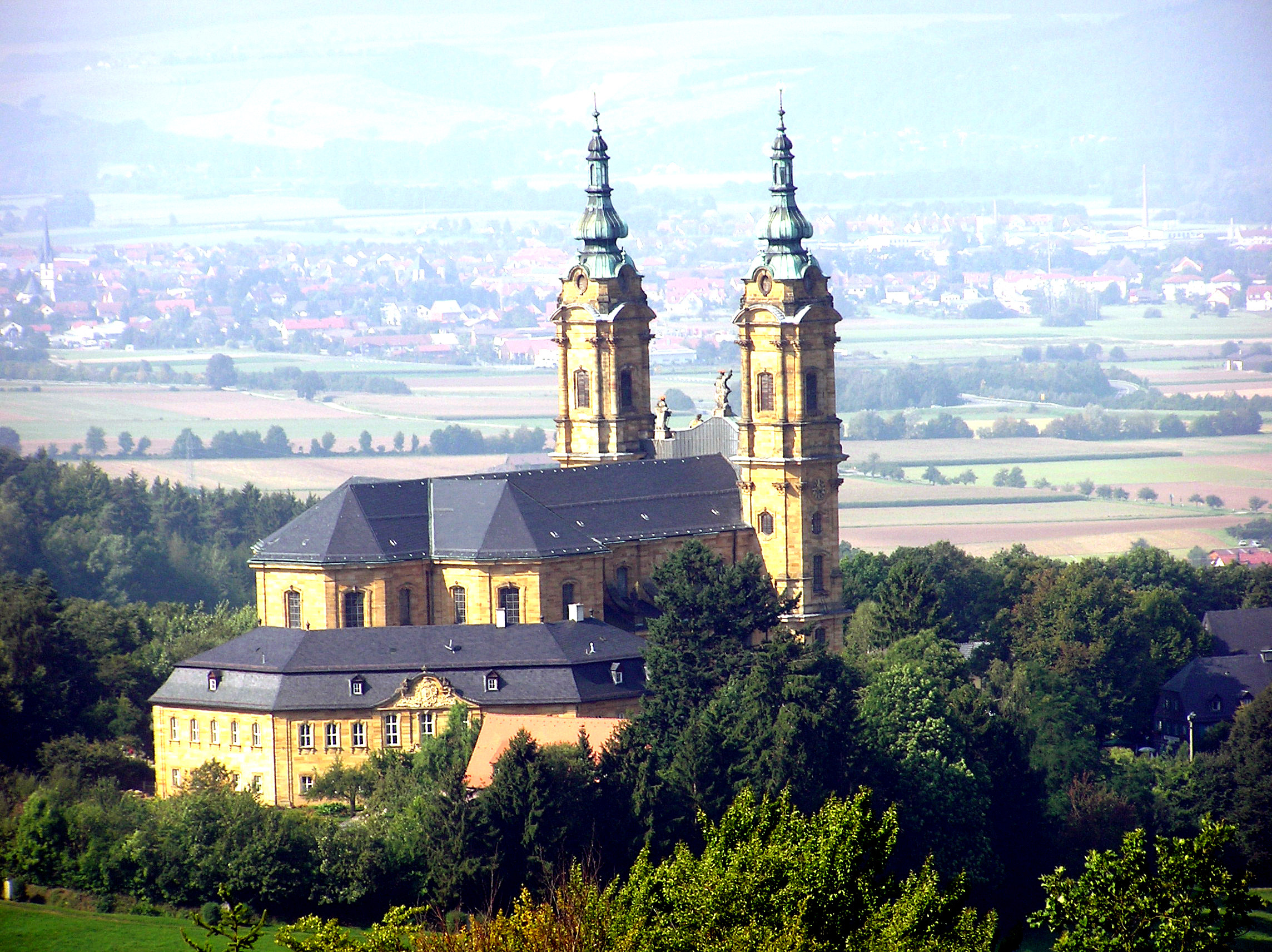
بازيليكا المساعدون المقدسون الأربعة عشر
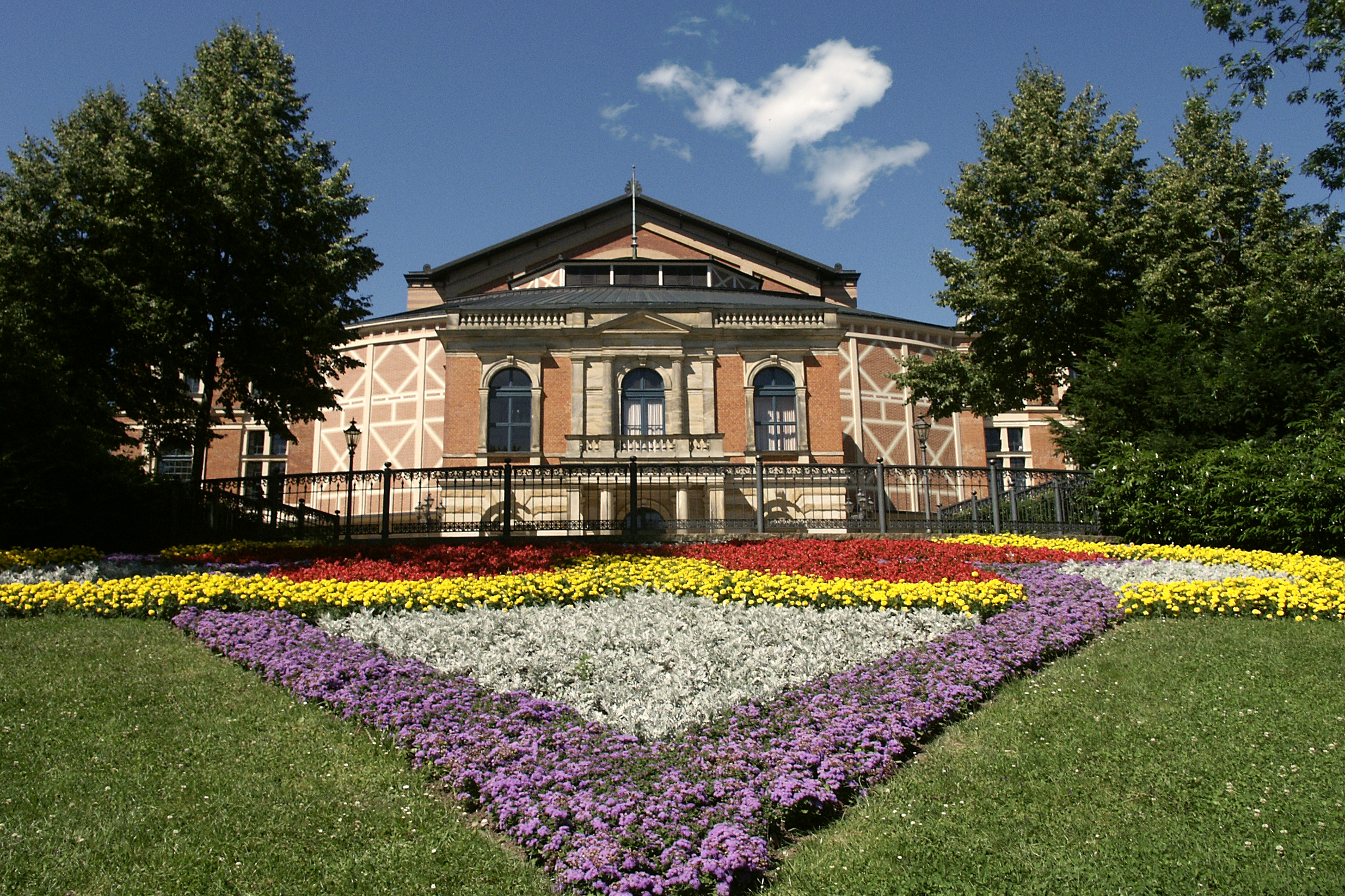
مسرح مهرجانات ريتشارد فاغنر في بايرويت
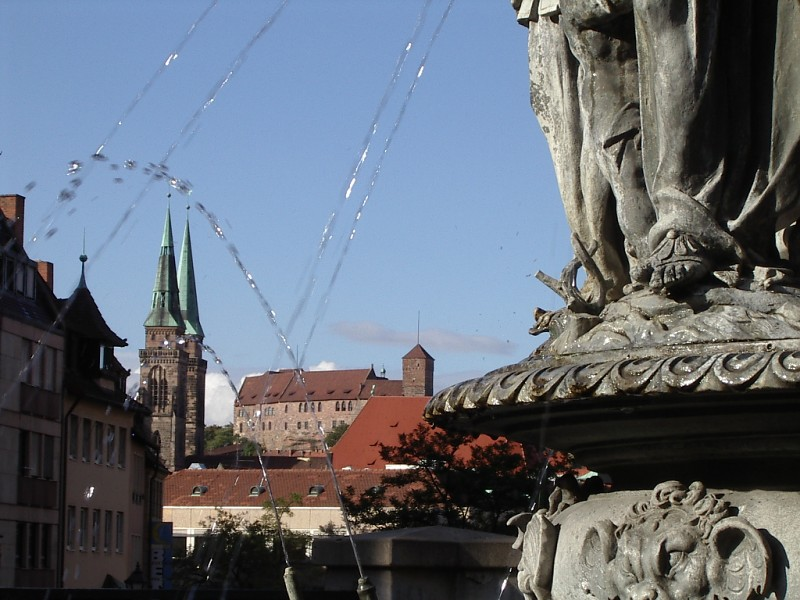
القلعة الإمبراطورية في نورنبرغ
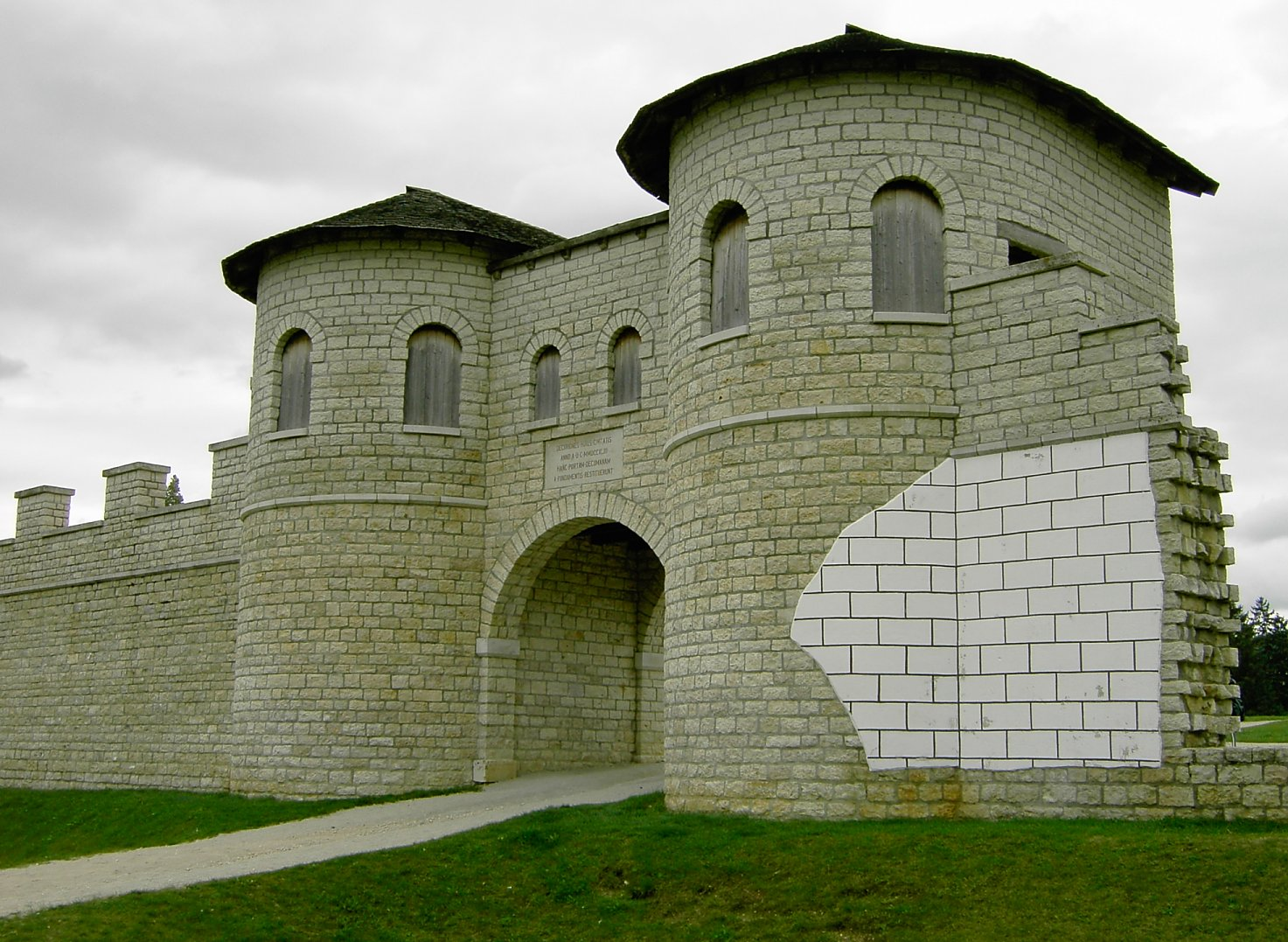
حصن بيريكيانا في فايسنبورغ إن بايرن بالقرب من الليمس
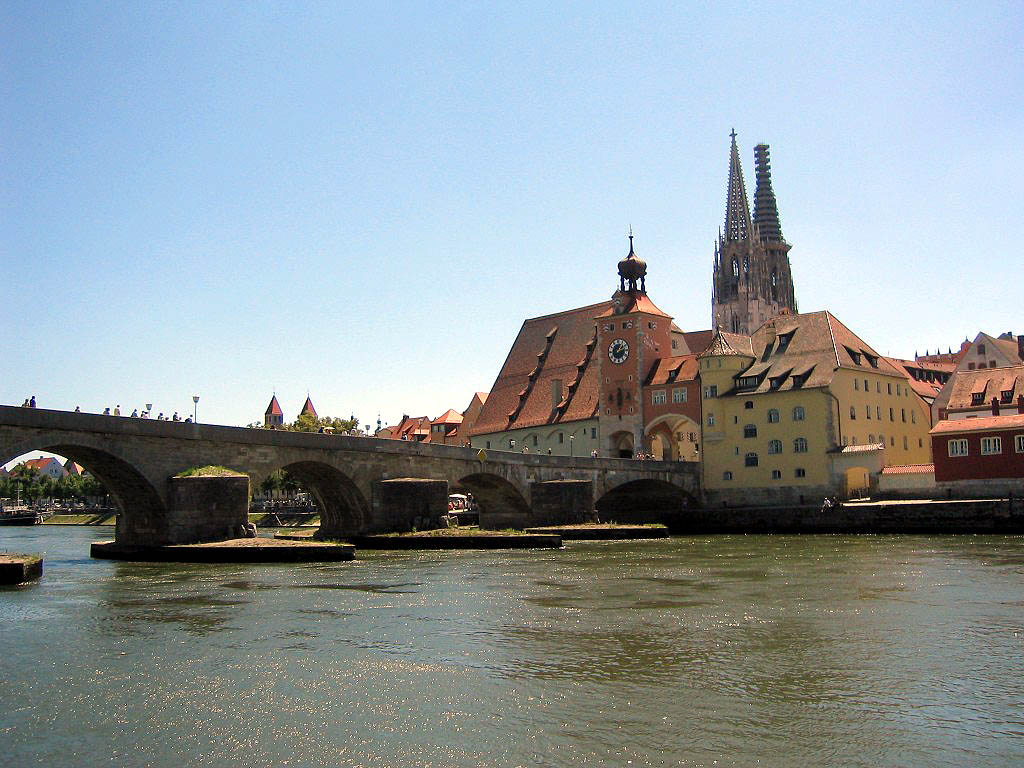
كاتدرائية ريغنسبورغ
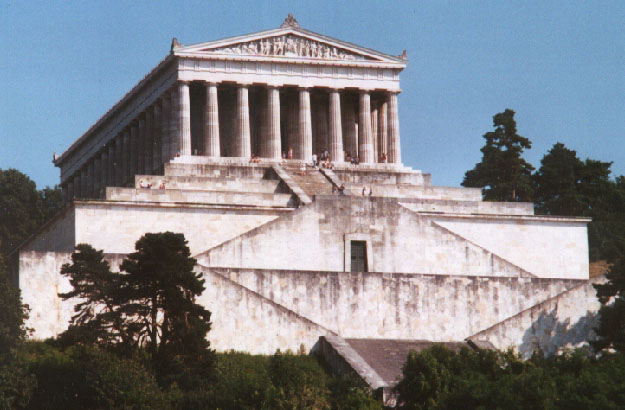
النصب التذكاري والهالا في دوناوشتاوف بالقرب من ريغنسبورغ
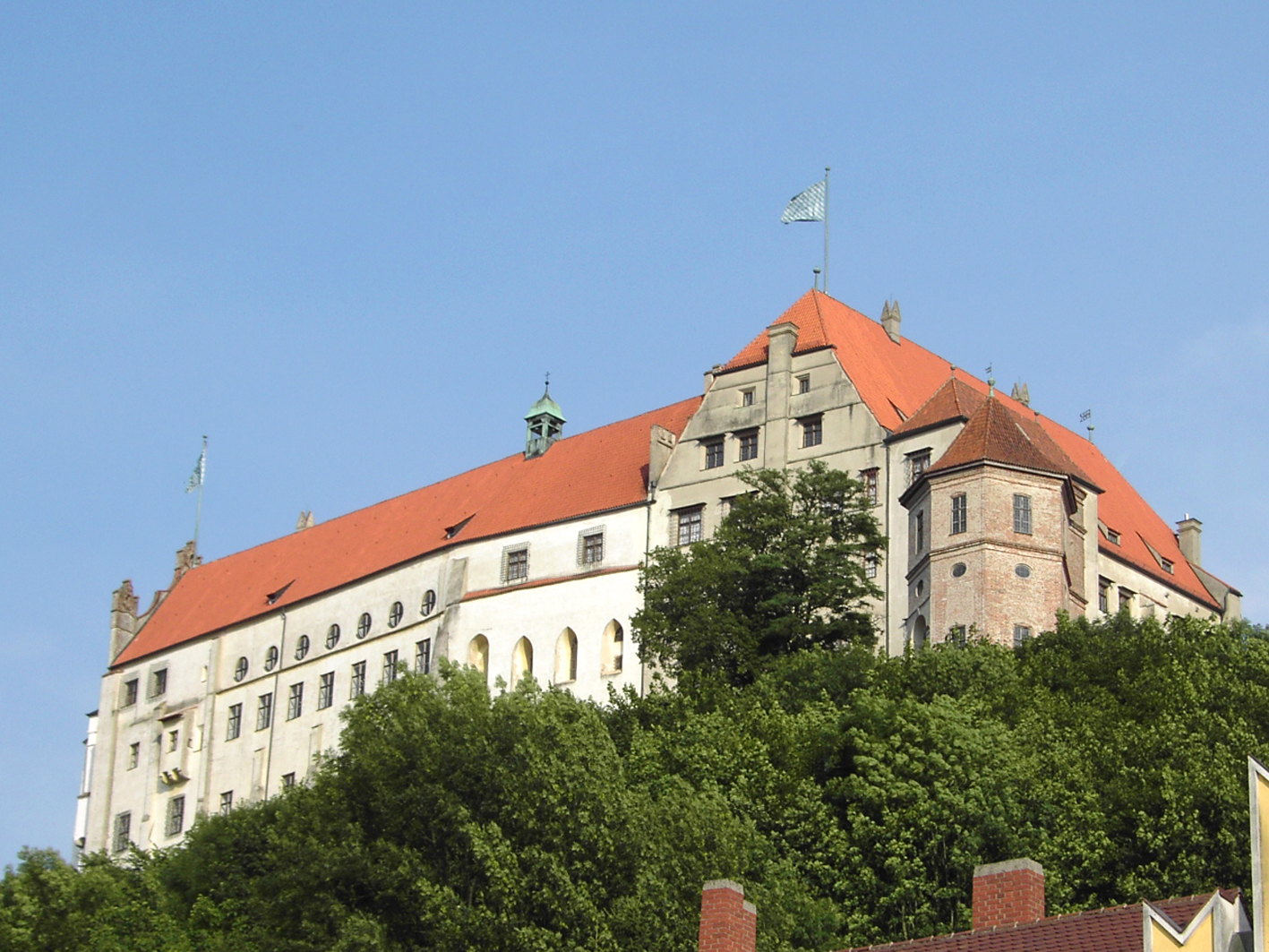
قلعة تراوسنيتز في لاندسهوت
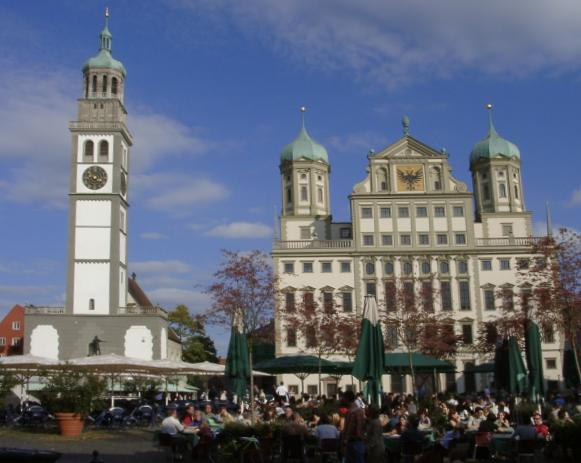
قاعة البلدية في آوغسبورغ
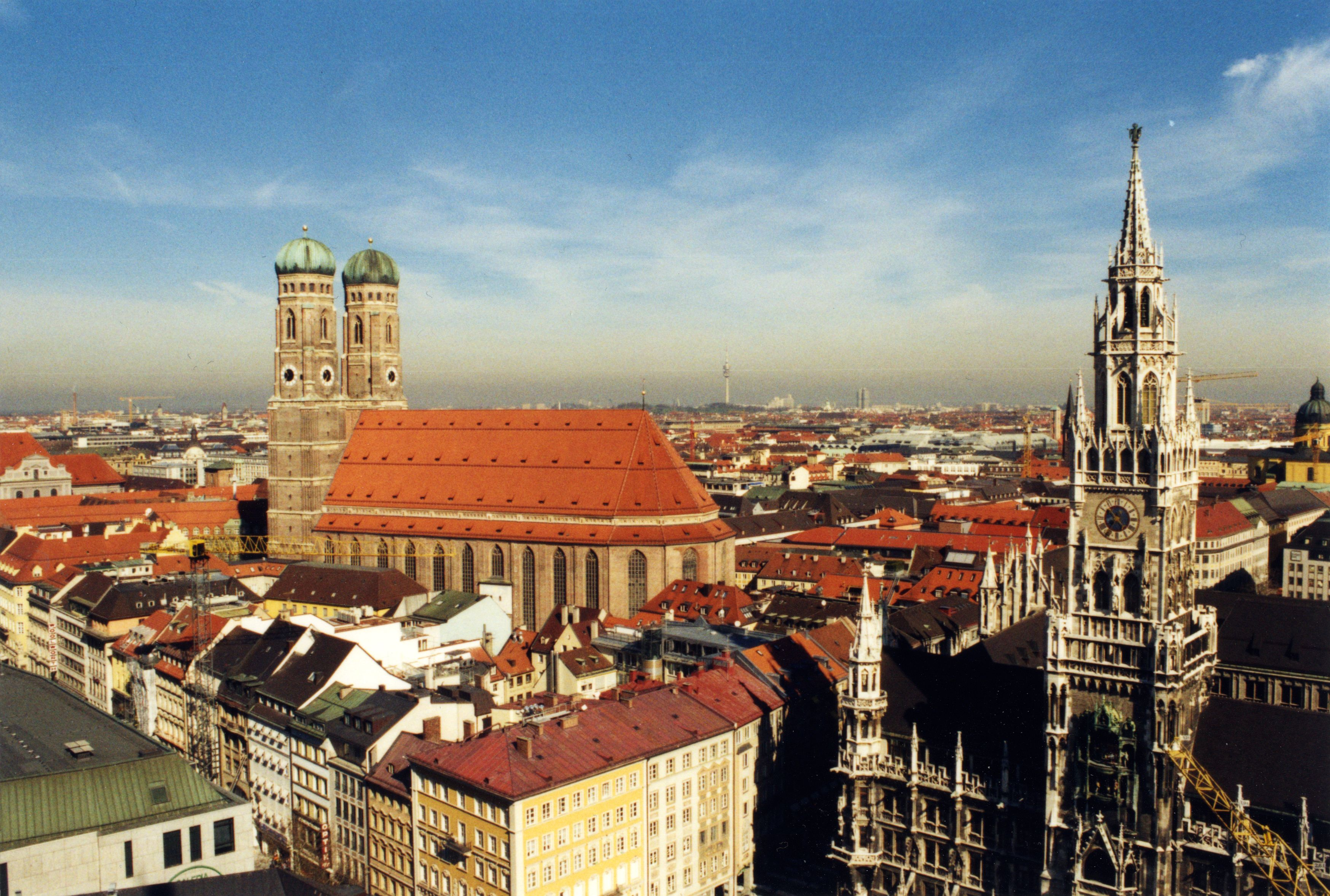
كاتدرائية السيدة العذراء في ميونخ
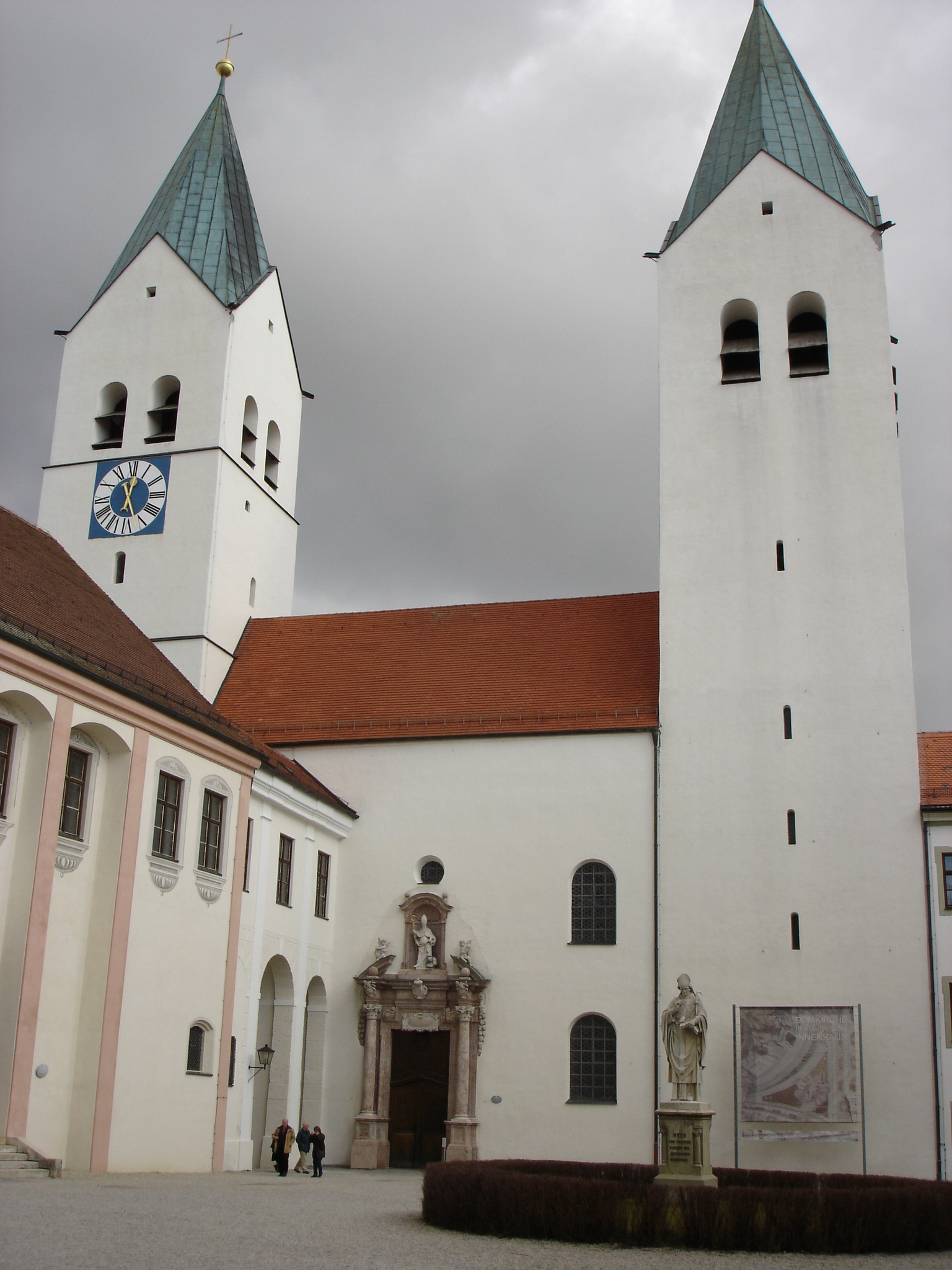
كاتدرائية في فرايزنغ
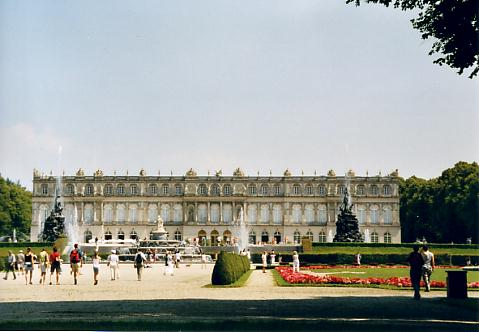
جزيرة هيزنشمزي
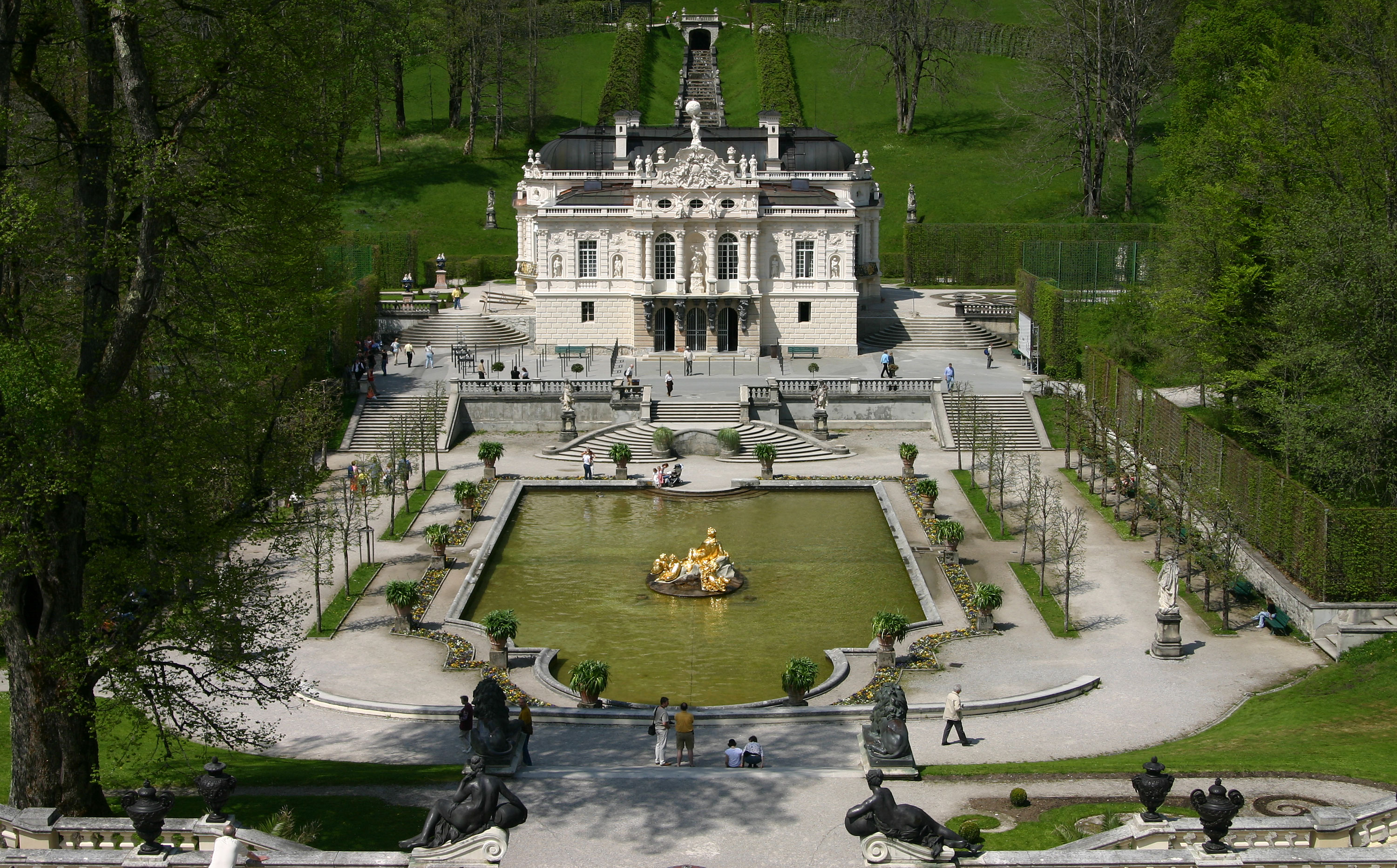
قصر ليندرهوف
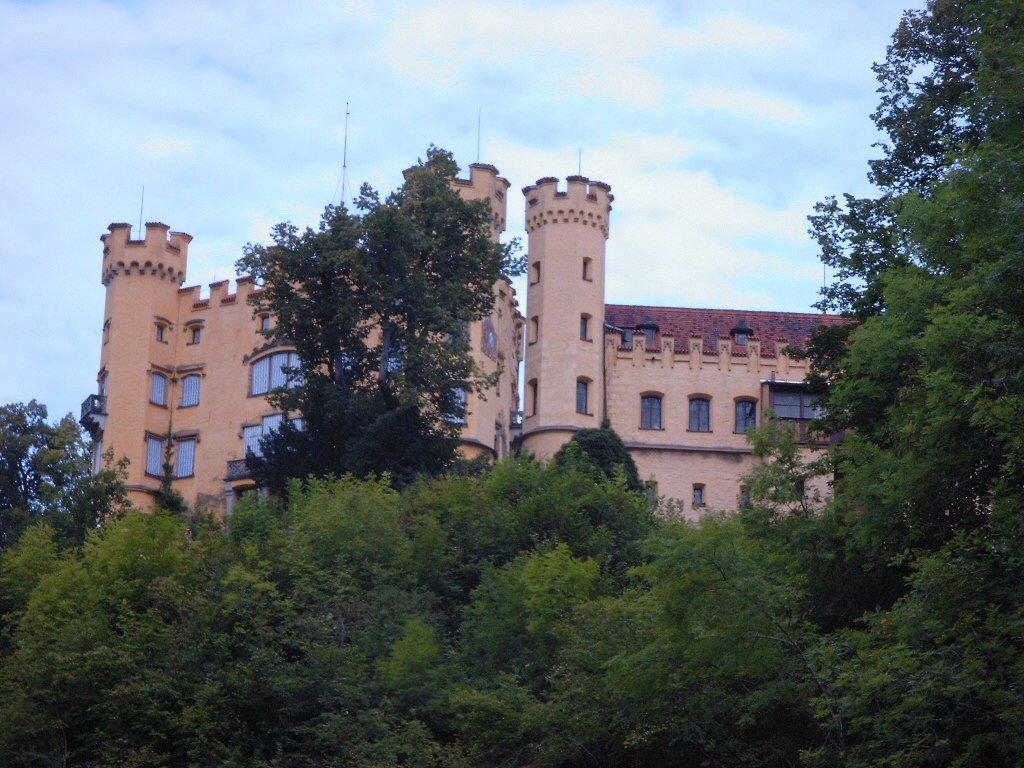
قصر هوهينشفانغاو
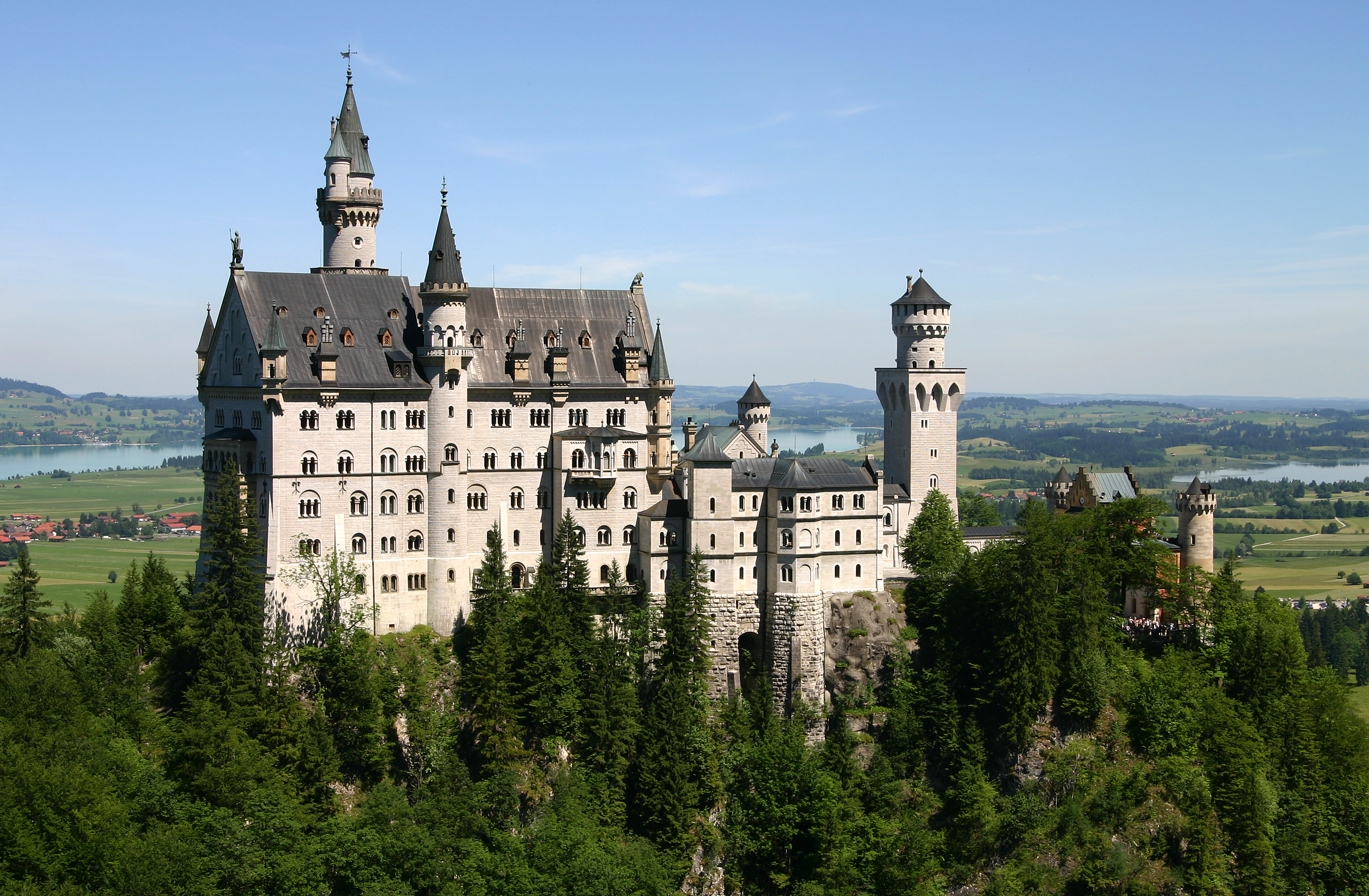
قصر نويشفانشتاين
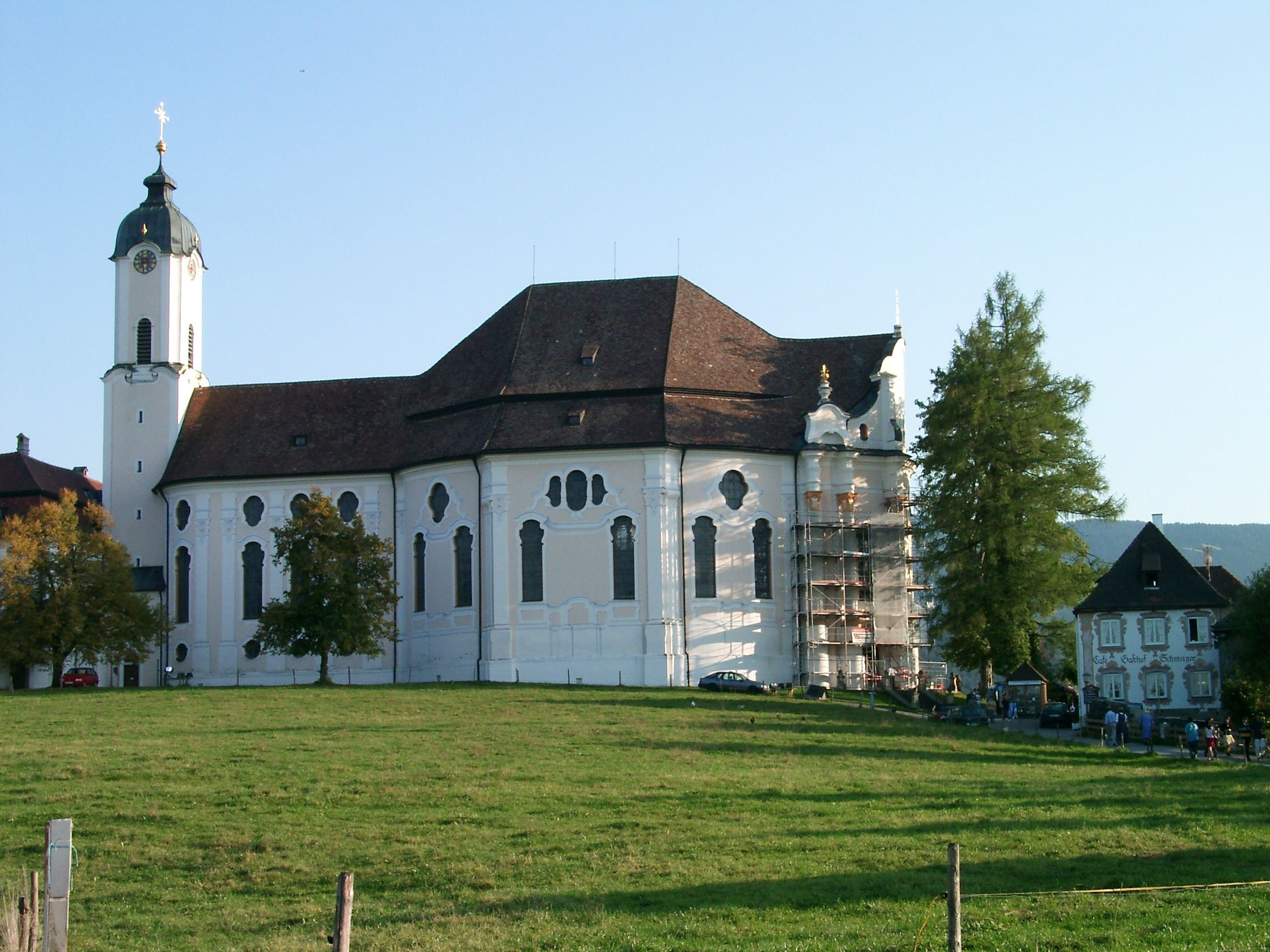
كنيسة ويس, ستينغادن
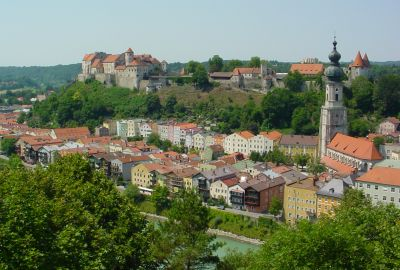
بورغهاوزن

## وصلات خارجية
- موقع بوارية الرسمي
- بوارية وجه ألمانيا المشرق ولوحة للتراث وللحداثة  دويتشة فيلة العربية.